# Programa Angkasawan
El programa Angkasawan fue una iniciativa del gobierno de Malasia para enviar un malasio a la Estación Espacial Internacional a bordo de la Soyuz TMA-11. El programa recibió su nombre de la palabra malaya para astronauta, Angkasawan. El resultado fue que Sheikh Muszaphar Shukor se convirtió en el primer malayo en el espacio el 10 de octubre de 2007. Este programa tenía fines tanto científicos como tecnológicos, pero también está concebido como inspirador.

## Trasfondo y objetivos
El programa fue anunciado oficialmente por el primer ministro de Malasia, Mahathir bin Mohamad, como un programa conjunto con la Federación Rusa. Fue un proyecto bajo el acuerdo de compensación de gobierno a gobierno a través de la compra de aviones de combate Sukhoi Su-30MKM para la Real Fuerza Aérea de Malasia. En virtud de este acuerdo, la Federación de Rusia se hizo cargo de los gastos de formación de dos malayos para viajes espaciales y del envío de uno a la Estación Espacial Internacional (EEI) en octubre de 2007.
La Agencia Espacial Nacional (ANGKASA), Ministerio de Ciencia, Tecnologías e Innovaciones, se encargó de seleccionar a los candidatos. Luego, dos candidatos fueron enviados al Programa de Entrenamiento de Cosmonautas en Star City, Rusia, para 18 meses de entrenamiento.
El gobierno estableció como objetivos principales del programa realzar la imagen nacional e inculcar en la generación más joven un mayor interés por las matemáticas y las ciencias. En el lanzamiento, el ministro de Ciencia, Tecnología e Innovación de Malasia, Jamaluddin Jarjis, dijo: "No es simplemente un proyecto para enviar a un malasio al espacio. Después de 50 años de independencia, necesitamos un nuevo cambio y una nueva ventaja para tener más éxito como una nación. Queremos asombrar e inspirar, y estimular a los malayos a lograr un mayor éxito al adoptar la ciencia y la tecnología".
Posteriormente, Jamaluddin Jarjis fue más específico en cuanto al objetivo del programa cuando dijo que "era crear conciencia entre los malasios sobre la importancia de la ciencia, la tecnología y la industria espacial, que podría ayudar a desarrollar aún más la economía".
El mismo Sheikh Muszaphar Shukor dijo que "no busco la fama ni espero ser recibido como una celebridad, pero mi búsqueda es inspirar a los malasios, especialmente a los escolares, a que les guste aprender el tema de la ciencia y la industria espacial".

## Selección
Los cuatro finalistas fueron:
- Siva Vanajah, 45[4]
- Mohamed Faiz Kamaludin, 44[5]
- Fáiz Khaleed, 36[6]
- Sheikh Muszaphar Shukor, 44[7]

El 23 de julio de 2007, Sheikh Muszaphar participó en una conferencia de prensa de la NASA con la tripulación de la Expedición 16. Faiz Khaleed sirvió como respaldo de Sheikh Muszaphar. Sheikh Muszaphar Shukor fue lanzado en Soyuz TMA-11 el 10 de octubre de 2007 y se convirtió en el primer malasio en el espacio. Regresó en Soyuz TMA-10 después de una estadía de diez días en la EEI.

## Agenda
| # | Experimento                                                       | Código | Descripción |
| - | ----------------------------------------------------------------- | ------ | --- |
| 1 | Células en el Espacio                                             | CIS    | Estudio de los efectos de la microgravedad y la radiación espacial en células eucariotas enfocado a los cambios en la estructura y función a nivel celular y molecular |
| 2 | Microbios en el Espacio                                           | MIS    | Estudio de los efectos de la microgravedad en múltiples bacterias, resistencia a fármacos así como cambios en la expresión génica (usando la enfoque con microarrays). Se espera que muestre algunos efectos del crecimiento de bacterias usando un concentración inhibitoria mínima (CIM) predeterminado. |
| 3 | Cristalización de Proteínas en el Espacio                         | PCS    | El propósito de este experimento es comparar el crecimiento del cristales de lipasa en la Tierra con ese crecimiento en microgravedad. También se probaran distintas condiciones en los experimentos para mejorar los procesos de cristalización de proteínas en la Tierra así como en el espacio.         |
| 4 | Comida Malasia en el Espacio                                      | FIS    | Incrementar la variedad y calidad de comida disponible para el cosmonauta malasio identificando nuevos tipos de comida (comida típica malasia ). |
| 5 | Estudio de los movimiento de torsión en entornos de microgravedad | TOP    | Una demostración física para mostrar los efectos de la microgravedad en los movimientos de objetos torcidos usando un trompo(top). |
| 6 | Relaciones públicas y Simbología                                  | PAS    | Relaciones públicas y actividades simbólicas. |

El 15 de noviembre de 2006, en respuesta a una pregunta en el Dewan Rakyat, el secretario parlamentario del Ministerio de Agricultura e Industria Agropecuaria, Rohani Abdul Karim (en representación del Ministerio de Ciencia, Tecnología e Innovación), declaró que el astronauta de Malasia "giraría y lanzaría Batu Seremban (juego de cinco piedras) como parte de un experimento durante su viaje espacial". Y agregó: "El astronauta también pintará un motivo de batik y hará "teh tarik" ("té tirado") que se compartirá con sus compañeros astronautas".
Sin embargo, el 18 de diciembre de 2006, el ministro de Ciencia, Tecnología e Innovación, Jamaluddin Jarjis, dijo que la fabricación de teh-tarik en el espacio no sucedería. El astronauta malasio llevaría a cabo varios experimentos elaborados por institutos seleccionados de Malasia en gravedad cero. En la parte de educación física planificada (clase en vivo en el espacio) del vuelo espacial, el astronauta también estará "demostrando el comportamiento de los fluidos" y "observando los efectos de un objeto giratorio", para mostrar a los estudiantes de Malasia en tierra los efectos de gravedad cero en fenómenos físicos seleccionados.
Durante la misión, Sheikh Muszaphar realizó experimentos a bordo de la Estación Espacial Internacional relacionados con las características y el crecimiento de células de cáncer de hígado y leucemia, la cristalización de varias proteínas y microbios en el espacio.
Los experimentos relacionados con el cáncer de hígado, las células leucémicas y los microbios tenían como objetivo beneficiar a la ciencia general y la investigación médica, mientras que los experimentos relacionados con la cristalización de proteínas, lipasas en este caso, fueron diseñados para beneficiar a las industrias locales.

## Críticas
El costo de enviar a Sheikh Muszaphar al espacio se ha estimado en RM105 millones (aproximadamente US$26 millones). El programa espacial de Malasia ha sido criticado como una pérdida de dinero para una nación en desarrollo que no puede permitirse tales indulgencias. Los funcionarios defendieron la financiación del programa como parte de un acuerdo de defensa de 900 millones de dólares firmado con Moscú en 2003 para comprar 18 aviones de combate Sukhoi Su-30MKM.
Numerosas personas, especialmente residentes de Malasia, mostraron oposición y ambigüedad hacia el título de Sheikh Muszaphar como participante de vuelos espaciales, citando el hecho de que se había entrenado junto a su tripulación para vuelos espaciales y está completamente calificado, argumentando que debería ser considerado astronauta.